# Небезпечні зв'язки (фільм, 2003)
«Небезпечні зв'язки» («Les Liaisons dangereuses») — французько-британсько-канадський двосерійний телефільм 2003 року, знятий режисеркою Жозі Даян, з Катрін Денев і Настасією Кінскі у головних ролях.

## Сюжет
Меценатка маркіза Ізабель де Мертей і фотограф Себастьян де Вальмон, проголосивши цинізм змістом свого життя, ставлять на кін тих, кого вони вважають найважчою мішенню для сексуальних перемог. У той самий час Вальмон мріє завоювати ложе де Мертей для задоволення його амбіцій. Де Мертей готова піти на це, але за умови — він повинен розбестити юну Сесіль де Воланж, наречену її колишнього коханця Жеркура. Вальмон згоден, проте його увагу відволікає не менш цікава особа — одружена Марія де Турвель. Гонитва Вальмона за подвійним успіхом робить його зв'язки смертельно небезпечними.

## У ролях
- Катрін Денев — маркіза Ізабель де Мертей
- Настасія Кінскі — Мадам Марія де Турвель
- Руперт Еверетт — віконт Себастьян де Вальмон
- Лілі Собескі — Сесіль де Воланж
- Даніель Дар'є — мадам де Роземон
- Анджей Жулавський — Антуан Жеркур
- Сірілл Тувенен — Людовік
- Франсуаза Бріон — мадам Воландже
- Жак Коллар — роль другого плану
- Емілі Лафарг — роль другого плану
- Крістіана Рорато — роль другого плану
- Жозіан Столеру — мадам Леклерк
- Дідьє Фламан — роль другого плану
- Валентіна Варґас — роль другого плану
- Лінн Адамс — Софія
- Фрідерік Жілль — роль другого плану
- Жером Леле — роль другого плану
- Себастьєн Юбердо — роль другого плану
- Діано Клаве — роль другого плану
- Домінік Беснеар — роль другого плану
- Брюс Джонсон — роль другого плану
- Анна Мальро — роль другого плану
- Крістіан Вадім — Турвель
- Доріс Мілмор — роль другого плану
- Ромен Рондо — роль другого плану
- Марі Лобода — роль другого плану

## Знімальна група
- Режисерка — Жозі Даян
- Сценарист — Ерік-Еммануель Шмітт
- Операторка — Каролін Шампетьє
- Композитор — Анджело Бадаламенті
- Продюсер — Жан-Люк Азуле